# Theaterwerkstatt Heidelberg
Die Theaterwerkstatt Heidelberg wurde 1992 vom Regisseur und Theaterpädagogen  Wolfgang Schmidt gegründet und bildet als Theaterpädagogische Akademie seit 1999 Theaterpädagogen und Theaterpädagoginnen aus. Zudem unterhält die Theaterwerkstatt Heidelberg als Theaterpädagogisches Zentrum einen Theaterpädagogischen Dienst.

## Ausbildung
Die Ausbildung zum Theaterpädagogen / zur Theaterpädagogin BuT umfasst 1700 Unterrichtsstunden. Die Unterrichtsfächer sind: Schauspieltechnik, Regie, Methoden der Rollen- und szenischen Gestaltung, Darstellendes Spiel, Methodik und Didaktik der Theaterpädagogik, Körpersprache, Körpertheater, Pantomime, Ausdrucksfähigkeit und Umgang mit der Stimme, Sprache und Bewegung, Improvisation, Komposition, Produktion, Tanz, Choreographie, Wahrnehmung und Sensibilität, Literatur, Theatergeschichte, Dramenanalyse, Szenisches Schreiben und vielfältige Praxisprojekte.
Da die Theaterpädagogik sich im Spannungsfeld zwischen Pädagogik und Theater bewegt, steht den Absolventen nach dem erfolgreichen Abschluss der Ausbildung ein weites Wirkungsfeld offen: Nicht nur die „klassische“ theaterpädagogische Arbeit an Schauspielhäusern, Opern, Kinder- und Jugendtheatern, sondern auch die Arbeit in pädagogischen oder wirtschaftlichen Arbeitsfeldern sowie in der kulturellen Bildung.

## Theaterpädagogischer Dienst
Das Ensemble und das theaterpädagogische Team der Theaterwerkstatt Heidelberg machen seit 1997 Präventionstheater an Schulen, Jugendzentren und weiteren soziokulturellen Einrichtungen wie etwa Museen. Dazu gehören Projekttage und Projektwochen zu den unterschiedlichsten Themen wie Gewalt, Sucht oder Migration. Theater zur Prävention ist ein Konzept, das sich den Mitteln des Forumtheaters nach Augusto Boal, des Playback Theaters, des theatre now, des biographischen Theaters, des Psychodramas u. a. bedient. Darüber hinaus werden auch professionelle Schauspielmethoden nach Konstantin Sergejewitsch Stanislawski, Michael Tschechow, Jerzy Grotowski, Wsewolod Emiljewitsch Meyerhold, Lee Strasberg und Peter Brook angewandt. Zudem werden Rückgriffe gemacht auf Bertolt Brechts Lehrstücktheater sowie auf die Methoden des Bewegungstheaters (u. a. nach Rudolf von Laban) und des Körpertheaters. Das Präventionstheater soll die Möglichkeit geben, den gesamten Körper mit einzubeziehen. Es wird ein ganzheitliches Agieren angestrebt, um Unsichtbares sichtbar zu machen.
Der Theaterpädagogische Dienst führt die unterschiedlichsten Projekte an Schulen durch, um Schülern und Lehrern das Theater näherzubringen. Neben den künstlerischen und ästhetischen Zielen soll die Theaterarbeit zu mehr Selbstbewusstsein, sozialen Kompetenzen, Kommunikationsfähigkeit und Empathie verhelfen.